# Abd ar-Radi Muhammad Chajr
Abd ar-Radi Muhammad Chajr (arab. عبد الراضي محمد خير) – egipski zapaśnik walczący w stylu wolnym. Brązowy medalista igrzysk afrykańskich w 2003. Mistrz Afryki w 2004.